# StarCraft: Insurrection
StarCraft: Insurrection (с англ. — «Звёздное ремесло: Мятеж») — дополнение для компьютерной игры StarCraft, выпущенное 31 июля 1998 года. Дополнение было создано и выпущено студией Aztech New Media и официально признано Blizzard Entertainment. В дополнение входит три связанные друг с другом кампании из 30 миссий и карты для многопользовательской игры.

## Игровой процесс
StarCraft: Insurrection представляет собой сборник миссий, созданных на встроенном редакторе уровней StarCraft, запускаемых через меню «Своя игра». 30 из них объединяются в три сюжетные кампании по 10 миссий в каждой, и 102 карты рассчитаны на многопользовательскую игру. Миссии сопровождаются полностью озвученными бриффингами, однако не содержат кат-сцен. Аддон не добавляет в игру новых юнитов, зданий или технологий.

## Сюжет
Действие дополнения разворачивается во время первого эпизода StarCraft «Призыв к мятежу» на отдалённой планете Конфедерации терранов под названием Бронтес IV (англ. Brontes IV).

### Кампания за терранов
К моменту начала кампании маршал колонии Билл Константайн (англ. Bill Constantine) готовится к неизбежному вторжению зергов, рассчитывая лишь на свои ресурсы, потому что Конфедерация, уже столкнувшаяся с зергами, не может оказать своевременную помощь колонистам. Узнав о пропаже одного из патрулей, он отправляет на поиски сержанта-следопыта с группой поддержки. Сержант не находит патруль, но натыкается на засады неизвестной группы терранов. Продвигаясь далее, группа находит вход в заброшенный комплекс. Вход хорошо охраняется и сержант вынужден отступить вместе с уцелевшими членами отряда. Чтобы узнать побольше о комплексе и новых неизвестных противниках, маршал посылает туда команду «призраков» «Пелена» (англ. Shroud). Команда успешно проникает в комплекс и узнаёт, что мятежники, возглавляемые неким Аттикусом Карпентером (англ. Atticus Carpenter), считают зергов спасителями и хотят помочь им в захвате колонии. Они также обнаруживают лаборатории с зергами, которых кормили пленными конфедератами, и диски с пропагандой «Кулака Искупления» (англ. Fist of Redemption) — так называют себя мятежники.
Маршал требует подкреплений у магистрата колонии, но тот даёт ему отказ. Чтобы справиться с возрастающей с каждым днём угрозой, маршал вызывает своего старого знакомого, лейтенанта в отставке Джека Фроста (англ. Jack Frost). После долгих уговоров Джек соглашается возглавить ополчение и уничтожает базу мятежников. Выполнив задание, он покидает маршала, отказываясь работать на него дальше. Не имея другого выхода, маршал отправляет сержанта Цунами (англ. Tsunami) и лейтенанта Чарли Вэйна (англ. Charlie Vane) продолжить борьбу с мятежом. На этот раз ополчению нужно разбить повстанцев, окопавшихся рядом с комплексом корпорации Аткинсона. Корпорация производит военные самолёты и предположительно продаёт их мятежникам, а маршал не хочет, чтобы они попали в руки противника. Склонный к жестоким решениям Цунами уничтожает и корпорацию, и повстанцев.
Карпентер, решивший покончить с конфедератами, окружает штаб маршала, но вовремя вернувшийся Джек Фрост спасает положение. Сразу же после этого на связь с маршалом выходит представитель Чрезвычайного совета (англ. Council of Inquiry), назначенного руководить системой во время вторжения зергов. Он отправляет маршала в отставку под предлогом того, что он не справился со своими обязанностями и допустил высадку зергов на лунах Бронтеса IV. Чтобы обеспечить безопасное прибытие ударной армии «Молот» (англ. Hammer Strike Force), собранной для помощи Бронтесу на соседних колониях, лейтенант Фрост отбивает атаку мятежников на орбитальную станцию связи. После этого Совет предлагает Фросту уничтожить недовольные шахтёрские колонии, но тот отказывается убивать гражданских. Представитель Совета объявляет Фроста предателем и назначает Цунами командующим новой армии. Под его руководством «Молот» уничтожает всех подозрительных и недовольных — сначала шахтёров, а потом и город Новый Дрезден.
Фрост, видящий, что силы Конфедерации занимаются террором, а не борются с зергами, эвакуирует жителей Нового Дрездена и среди них — свою старую подругу Блэк Морган (англ. Black Morgan). Чтобы заставить армию бороться с зергами, они нападают на штаб-квартиру Совета и уничтожают её, его собственными тактическими ядерными ракетами. Но поскольку ситуация по-прежнему остаётся критической, Фрост, вместе с Морган и перешедшим на его сторону Вэйном, наносит удар по главной базе мятежников и зергов. Попутно они обнаруживают, что «Молот» и Цунами были заодно с мятежниками с самого начала. Разгромив противника и убив Карпентера и Цунами, силы Фроста временно отступают.

### Кампания за протоссов
В систему Бронтес прибывает Седьмой флот протоссов, который должен уничтожить силы зергов, всё ещё ведущие войну с терранами. Отбив у терранов орбитальные платформы, они разделяют свои силы. Командующий Андраксус (англ. Andraxxus) вместе с основной частью флота отправляется очищать окружающие небесные тела от зергов. Судья Синдреа (англ. Syndrea) остаётся на планете и начинает планомерное уничтожение зергов на поверхности. Вопреки инструкциям командующего, она также стремится уничтожить терранов. Её три заместителя — архонт Эдус/Ксерксис (англ. Aedus/Xerses), драгун Демиох (англ. Demioch) и его дочь Эдуллон (англ. Edullon) выполняют приказы Судьи. Зная о большом влиянии Демиоха на Андраксуса, Синдреа сначала отправляет его на самоубийственное задание, а потом объявляет предательницей возмущённую Эдуллон. Эдуллон и Демиох объединяются с Джеком Фростом и его друзьями. Пока Синдреа и подчинённый ей архонт уничтожают силы зергов и отрезают их от месторождений минералов, новый союз протоссов и терранов борется с новой угрозой. Убитый Карпентер был поглощён Мыслителем зергов Инкубусом (англ. Incubus), но из-за своих выдающихся псионических способностей он сумел сохранить себя и начал подавлять Инкубуса, перехватывая контроль над частью стаи Бахамут (англ. Bahamut). Пытаясь остановить Карпентера, они вырезают его часть стаи. Тем временем Сидреа, разобравшаяся с зергами, посылает Эдус/Ксерксиса уничтожить мятежников. Первоначальная атака проваливается, а армия уничтожается. Архонт, состоящий из двух душ и разрываемый внутренними противоречиями, давно ненавидит самого себя и свою жизнь. Связанный клятвой умереть в бою, он вызывает Эдуллон на поединок и погибает. Синдреа попадает в плен, а зерги на время отступают.

### Кампания за зергов
Сверхразум зергов, недовольный происходящим в системе Бронтес, посылает два выводка, возглавляемые Мыслителями Наргилом (англ. Nargil) и безымянным «младшим», чтобы захватить систему. Наргил уничтожает силы протоссов на орбите, а «младший» занимается наземными операциями. Он захватывает пленную Синдрею, но не убивает её, поскольку у Сверхразума есть «особые планы на неё». Её дальнейшая судьба неизвестна.
Далее зерги вытесняют силы протоссов на поверхность планеты. Разрушив крепость альянса протоссов и терранов, они заставляют союзников отступить. Лояльные Сверхразуму зерги заражают решившую убежать от войны Морган и используют её для обнаружения второй, тайной цитадели, разрушая и её. Пользуясь ситуацией, зерги систематично добивают беззащитные поселения терранов. Попутно они натыкаются на стаю Карпентера, полностью подавившего Инкубуса и ведущего свою, отдельную войну со Сверхразумом силами своей стаи. Нанеся ему несколько чувствительных поражений, зерги используют Морган для обнаружения последней, третьей цитадели, в которой уцелевшие члены альянса ждут помощи от флота протоссов. Зерги убивают всех, включая прибывший флот и героев — Андраксуса, Эдуллон, Демиоха, Морган, Вэйна и Фроста. Расправившись с терранами и протоссами, Сверхразум уничтожает Карпентера и его выводок, захватывая систему и колонию.

## Разработка
Аддон Insurrection был разработан компанией Aztech New Media, ранее выпустившей набор карт для Warcraft II, и стал первым дополнением к StarCraft, лицензированным Blizzard.

## Рецензии и критика
| Сводный рейтинг       | Сводный рейтинг   |
| Агрегатор             | Оценка            |
| --------------------- | ----------------- |
| MobyRank              | 59 % (5 рецензий) |
| Иноязычные издания    |                   |
| Издание               | Оценка            |
| CGW                   | [ 2 ]             |
| GameSpot              | 4,8 / 10          |
| Русскоязычные издания |                   |
| Издание               | Оценка            |
| Absolute Games        | 75 %              |
| «НИМ»                 | 6,9               |

StarCraft: Insurrection получила смешанные отзывы критиков. Андрей «zombiek» Шевченко из Absolute Games дал игре 75 %, положительно оценив сюжет, озвучку и проработку одиночных миссий, но отметив отсутствие внутриигрового видео и новых идей в игровом процессе. Дэнни Аткин в рецензии для Computer Gaming World дал оценку 3,5 звезды из пяти, отметив, что уровни и многопользовательские карты в целом построены интересно, и озвучка миссий неплоха, хоть и уступает оригинальной игре, однако раскритиковал отсутствие нововведений и неудобный запуск миссий. Игорь Савенков из «Навигатора игрового мира» оценил аддон в 6,9 баллов из 10, назвав его «достойным развлечением для фанатов StarCraft», которое не приносит ничего нового в жанр стратегий реального времени. Грег Касавин с сайта GameSpot раскритиковал дополнение, назвав его спешным и непрофессиональным. Он отметил, что в некоторых миссиях есть интересные идеи, однако по большей части дополнение во всём уступает оригинальной игре.